# Legea lui Paris

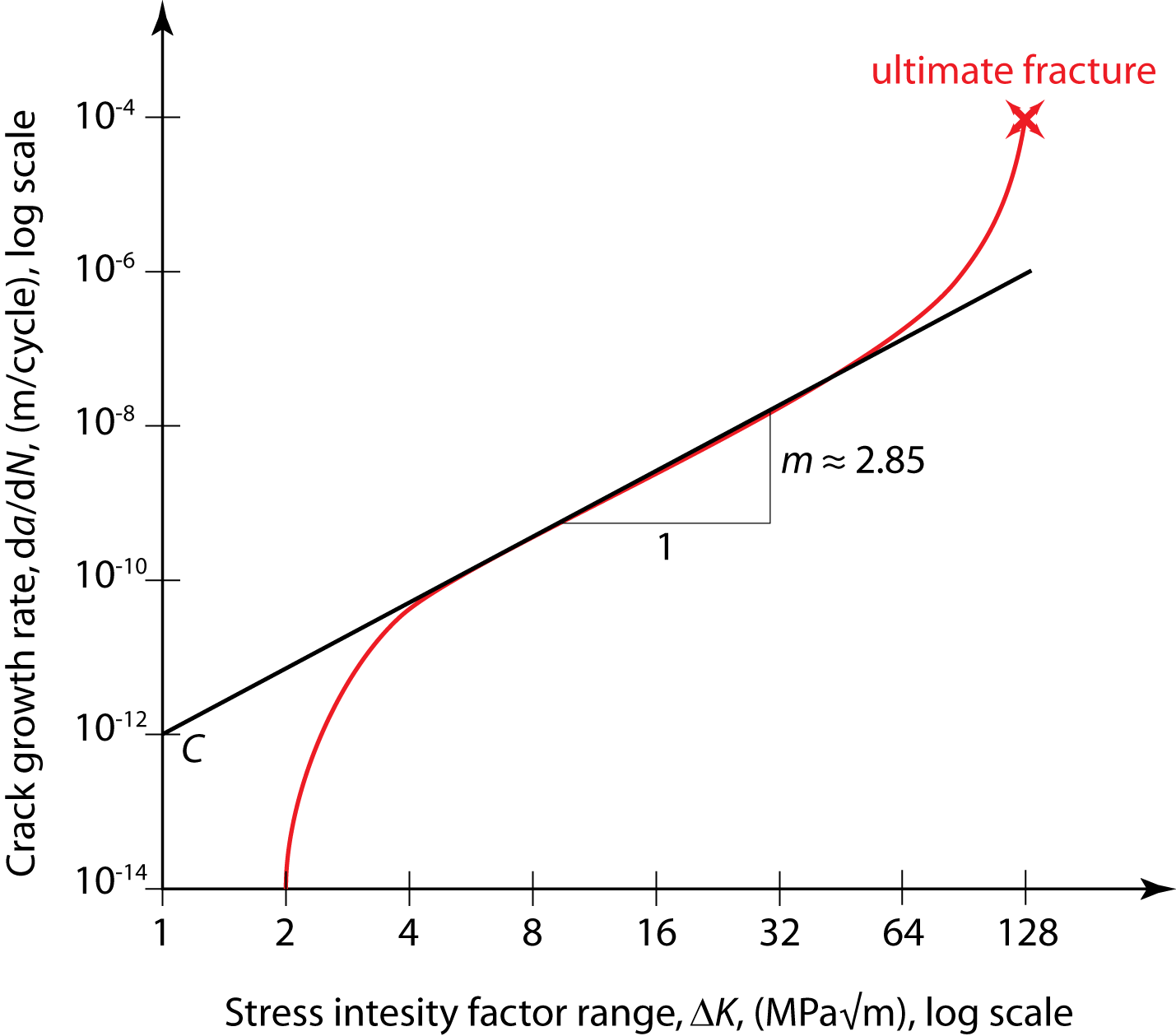
Desen schematic al relaţiei tipice dintre rata de creştere a fisurii şi factorul intensităţii tensiunii. În practică legea lui Paris este calibrată pentru a modela intervalul liniar din jurul centrului.

Legea lui Paris (cunoscută și ca Legea Paris-Erdogan) se referă la amplitudinea factorului intensității tensiunii în domeniul subcritic de creștere a unei fisuri determinate de oboseală în condițiile unei tensiuni. De altfel, mai popular, se numește modelul de creștere al fisurii la oboselă și este folosit în tehnologia materialelor și mecanica ruperii. Formula de bază este :
{\displaystyle {\frac {{\rm {d}}a}{{\rm {d}}N}}=C\Delta K^{m}},
în care a este lungimea fisurii, iar N numărul de cicluri. Astfel, termenul din stânga, cunoscut drept rata creșterii fisurii, denotă creșterea infinitezimală a lungimii fisurii cu creșterea numărului de cicli. Termenul din dreapta conține constantele de material C și m, iar {\displaystyle \Delta K} este amplitudinea factorului intensității tensiunii, adică, diferența dintre factorul intensității tensiunii la încărcarea maximă și minimă:
{\displaystyle \Delta K=K_{max}-K_{min}\,}
în care {\displaystyle K_{max}} este factorul maxim al intensității tensiunii, iar {\displaystyle K_{min}} factorul minim al intensității tensiunii.

## Istorie și folosință
Formula a fost introdusă de P.C. Paris în 1961. Fiind o lege de putere între rata de creștere a fisurii în timpul încărcării ciclice și amplitudinea factorului intensității tensiunii, legea lui Paris poate fi vizualizată ca un grafic liniar la scară logaritmică, în care pe axa x se află amplitudinea factorului intensității tensiunii, iar pe y rata de creștere a fisurii.
Legea lui Paris poate fi folosită pentru a cuantifica durata de viață reziduală (în termenii încărcării ciclice) a unui specimen, dându-se o dimensiune particulară fisurii. Definind factorul intensității tensiunii sub forma:
{\displaystyle K=\sigma Y{\sqrt {\pi a}}},
în care {\displaystyle \sigma \,} este o tensiune uniformă de întindere perpendiculară în planul fisurii, iar Y un parametru adimensional care depinde de geometria fisurii, factorul intensității tensiunii se scrie:
{\displaystyle \Delta K=\Delta \sigma Y{\sqrt {\pi a}}},
în care {\displaystyle \Delta \sigma \,} este domeniul amplitudinii tensiunii ciclice. Y ia valoarea 1 pentru o fisură centrată pe o placă infinită. Ciclurile rămase pot fi găsite prin substituire în ecuația lui Paris:
{\displaystyle {\frac {{\rm {d}}a}{{\rm {d}}N}}=C\Delta K^{m}=C(\Delta \sigma Y{\sqrt {\pi a}})^{m}}.
Pentru fisuri relativ mici Y poate fi presupus independent față de a, iar ecuația diferențială poate fi rezolvată prin metoda separării varabilelor:
{\displaystyle \int _{0}^{N_{f}}{\rm {d}}N=\int _{a_{i}}^{a_{c}}{\frac {{\rm {d}}a}{C(\Delta \sigma Y{\sqrt {\pi a}})^{m}}}={\frac {1}{C(\Delta \sigma Y{\sqrt {\pi }})^{m}}}\int _{a_{i}}^{a_{c}}a^{-{\frac {m}{2}}}\;{\rm {d}}a}
iar prin integrare se obține:
{\displaystyle N_{f}={\frac {2\;(a_{c}^{\frac {2-m}{2}}-a_{i}^{\frac {2-m}{2}})}{(2-m)\;C(\Delta \sigma Y{\sqrt {\pi }})^{m}}}},
în care {\displaystyle N_{f}\,} sunt numărul de cicli rămași până la rupere, {\displaystyle a_{c}\,} este lungimea critică a fisurii la care ruperea apare instantaneu, iar {\displaystyle a_{i}\,} este lungimea inițială a fisurii de la care începe să crească fisura datorită oboselii pentru o tensiune dată {\displaystyle \Delta \sigma \,}. Dacă Y depinde de a, atunci trebuie folosită o metodă numerică pentru a rezolva problema.

Pentru aplicațiile cu joncțiuni adezive din compozite este preferabil să exprimăm legea lui Paris în termenii energiei de rupere și nu prin factorul intensității tensiunii.